# Jardín Botánico de Aquisgrán
El Jardín Botánico de Aquisgrán en alemán: Botanischer Garten Aachen también conocido como Botanische Garten der RWTH Aachen, más formalmente como Botanische Garten der Rheinisch-Westfälische Technische Hochschule Aachen, y a veces como Freundeskreis Botanischer Garten o Biologischen Zentrums Aachen BIOZAC für Ökologie und Umweltpädagogik, es un jardín botánico e invernaderos de 1.2 hectáreas de extensión administrado por RWTH Aachen.
El código de identificación internacional del Botanische Garten der RWTH Aachen como miembro del "Botanic Gardens Conservation International" (BGCI), así como las siglas de su herbario es AACH.

## Localización
Botanische Garten der Rheinisch-Westfälische Technische Hochschule Aachen Melatener Str.30 Aachen-Aquisgrán, Nordrhein-Westfalen-Renania del Norte-Westfalia, Deutschland-Alemania
Planos y vistas satelitales.50°46′44″N 6°2′45″E / 50.77889, 6.04583
Se encuentra abierto todos los días con entrada gratuita.

## Historia
El BIOZAC (Centro de Biología de Aquisgrán) es una asociación para la promoción de una cibernética para la Ecología y la Educación Ambiental.
Actualmente (2009), los socios son aproximadamente 530 miembros.
La asociación es miembro de numerosas organizaciones. Se centra en la región de Aquisgrán, y colabora con varios socios de los Países Bajos y Bélgica.
Desde septiembre de 1997, los Amigos de los países miembros de la Comunidad LNU « Landesgemeinschaft Naturschutz und Umwelt» (Conservación y Medio Ambiente), tienen en "Gut Melaten" en arrendamiento a largo plazo, un área de aproximadamente 6 hectáreas, en la que el BIOZAC tiene varias fases de construcción.

## Colecciones
El jardín botánico alberga unas 5,000 especies de plantas agrupadas en diferentes secciones:
- Arboreto,
- Alpinum,
- Plantas de zonas pantanosas,
- Colección de helechos
- Colección de brezos.
- Invernaderos (600 m²) contienen plantas suculentas y una buena colección de plantas carnívoras.

El « Karl Garten» es un jardín satelital, localizado en "Rabentalweg", está diseñado siguiendo las descripciones del 70.º capítulo de Carlomagno "de Capitular villis vel curtis imperialibus", en el que se especifica sobre las 90 plantas que se cultivarán en cada jardín real.